# Tenis na Letních olympijských hrách 2024 – smíšená čtyřhra
Smíšená čtyřhra na Letních olympijských hrách 2024 probíhala od 29. července do 2. srpna 2024. Do smíšené soutěže pařížského olympijského turnaje nastoupilo šestnáct párů z šestnácti národních výprav. Dějištěm se staly antukové dvorce Stade Roland-Garros, areál grandslamového French Open. Obhájci zlatých medailí, Anastasija Pavljučenkovová s Andrejem Rubljovem, se olympiády nezúčastnili.
Turnaj pořádaly Mezinárodní tenisová federace a Mezinárodní olympijský výbor. Smíšená čtyřhra byla součástí mužského okruhu ATP Tour a ženského okruhu WTA Tour. Do žebříčků si tenisté nepřipsali žádné body. Hrálo se na dva vítězné sety. Sedmibodový tiebreak uzavíral první dvě sady za stavu gamů 6–6. Případná třetí rozhodující sada probíhala jako desetibodový supertiebreak.
Smíšená čtyřhra se hrála na osmém ze sedmnácti ročníků, na nichž byl tenis zařazen do programu olympijských her. Poprvé se na olympiádě objevila v roce 1900. Následně se stala její součástí v letech 1912, 1920 a 1924. Mezi pravidelné soutěže se vrátila až v Londýně 2012.  
Olympijskými vítězi se stali Češi Tomáš Macháč s Kateřinou Siniakovou, kteří ve finále zdolali Číňani Čanga Č’-čena s Wang Sin-jü. Po dvousetovém průběhu 6–2 a 5–7 rozhodl až supertiebreak poměrem míčů [10–8]. Česká dvojice v závěru otočila skóre, když vyhrála poslední čtyři body. Deblová světová dvojka Siniaková se olympijskou šampionkou stala podruhé, když ovládla i ženský debl na tokijské olympiádě 2020 s Krejčíkovou. Další tři finalisté získali první olympijské medaile.
Česko získalo první zlato z tenisového mixu a celkově druhé z tenisových soutěží, po ženské čtyřhře na LOH 2020. Český bronz ze smíšené čtyřhry vybojovali Hradecká se Štěpánkem na LOH 2016. V rámci československých výprav Macháč se Siniakovou navázali na vítězství Mečíře ve dvouhře LOH 1988 a ve smíšené soutěži na bronz Skrbkové s Žemlou z LOH 1920. Na pařížské olympiádě 2024 se jednalo o druhý cenný kov české výpravy, když ve stejný den vybojoval bronz i tým kordistů. Čínští tenisté získali pod pěti kruhy třetí medaili, po zlatu na LOH 2004 a bronzu z LOH 2008, které zajistily vždy ženské deblistky.
Bronzové medaile připadly Kanaďanům Félixi Augerovi-Aliassimemu a Gabriele Dabrowské, kteří v utkání o bronz přehráli Nizozemce Wesleyho Koolhofa s Demi Schuursovou po dvousetovém průběhu. Pro kanadský tenis získali druhou olympijskou medaili, po zlatu mužských deblistů na LOH 2000.

## Harmonogram
| Harmonogram      | Harmonogram          | Harmonogram        | Harmonogram         | Harmonogram      | Harmonogram    | Harmonogram    |
| Datum            | 29. července pondělí | 30. července úterý | 31. července středa | 1. srpna čtvrtek | 2. srpna pátek | 2. srpna pátek |
| Zahájení (UTC+2) | 12:00                | 12:00              | 12:00               | 12:00            | 12:00          | 12:00          |
| ---------------- | -------------------- | ------------------ | ------------------- | ---------------- | -------------- | -------------- |
| Smíšená čtyřhra  | 1. kolo              | 1. kolo            | čtvrtfinále         | semifinále       | o bronz        | o zlato        |

## Nasazení párů
1.    Laura Siegemundová (GER) /  Alexander Zverev (GER) (1. kolo)
 2.    Ellen Perezová (AUS) /  Matthew Ebden (AUS) (čtvrtfinále)
 3.    Coco Gauffová (USA) /  Taylor Fritz (USA) (čtvrtfinále)
 4.    Maria Sakkariová (GRE) /  Stefanos Tsitsipas (GRE) (1. kolo)

## Pavouk
| Legenda                                                            |                                                 |
| - ITF – pozvání ITF - PR – žebříčková ochrana - d – diskvalifikace | - Alt – náhradníci - r – skreč - w/o – bez boje |

| První kolo | První kolo                                  | První kolo | První kolo | První kolo |  |    | Čtvrtfinále                                 | Čtvrtfinále                        | Čtvrtfinále | Čtvrtfinále | Čtvrtfinále |  |  | Semifinále | Semifinále                                  | Semifinále | Semifinále | Semifinále |  |                           | Finále o zlatou medaili                     | Finále o zlatou medaili            | Finále o zlatou medaili   | Finále o zlatou medaili   | Finále o zlatou medaili |
|            |                                             |            |            |            |  |    |                                             |                                    |             |             |             |  |  |            |                                             |            |            |            |  |                           |                                             |                                    |                           |                           |                         |
| 1          | L Siegemund (GER) · A Zverev (GER)          | 4          | 5          |            |  |    |                                             |                                    |             |             |             |  |  |            |                                             |            |            |            |  |                           |                                             |                                    |                           |                           |                         |
|            | K Siniaková (CZE) · T Macháč (CZE)          | 6          | 7          |            |  |    |                                             | K Siniaková (CZE) · T Macháč (CZE) | 7           | 6           |             |  |  |            |                                             |            |            |            |  |                           |                                             |                                    |                           |                           |                         |
|            | C Garcia (FRA) · E Roger-Vasselin (FRA)     | 4          | 6          | [7]        |  | PR | E Šibahara (JPN) · K Nišikori (JPN)         | 5                                  | 2           |             |             |  |  |            |                                             |            |            |            |  |                           |                                             |                                    |                           |                           |                         |
| PR         | E Šibahara (JPN) · K Nišikori (JPN)         | 6          | 3          | [10]       |  |    |                                             |                                    |             |             |             |  |  |            | K Siniaková (CZE) · T Macháč (CZE)          | 6          | 6          |            |  |                           |                                             |                                    |                           |                           |                         |
| 3          | C Gauff (USA) · T Fritz (USA)               | 6          | 6          | [10]       |  |    |                                             |                                    |             |             |             |  |  |            | G Dabrowski (CAN) · F Auger-Aliassime (CAN) | 3          | 3          |            |  |                           |                                             |                                    |                           |                           |                         |
| Alt        | N Podoroska (ARG) · M González (ARG)        | 1          | 78         | [5]        |  |    | 3                                           | C Gauff (USA) · T Fritz (USA)      | 62          | 6           | [8]         |  |  |            |                                             |            |            |            |  |                           |                                             |                                    |                           |                           |                         |
|            | H Watson (GBR) · J Salisbury (GBR)          | 5          | 6          | [3]        |  |    | G Dabrowski (CAN) · F Auger-Aliassime (CAN) | 7                                  | 3           | [10]        |             |  |  |            |                                             |            |            |            |  |                           |                                             |                                    |                           |                           |                         |
|            | G Dabrowski (CAN) · F Auger-Aliassime (CAN) | 7          | 4          | [10]       |  |    |                                             |                                    |             |             |             |  |  |            |                                             |            |            |            |  |                           |                                             | K Siniaková (CZE) · T Macháč (CZE) | 6                         | 5                         | [10]                    |
|            | S Errani (ITA) · A Vavassori (ITA)          | 6          | 6          |            |  |    |                                             |                                    |             |             |             |  |  |            |                                             |            |            |            |  |                           | Alt                                         | Sin-j Wang (CHN) · Č’-č Čang (CHN) | 2                         | 7                         | [8]                     |
|            | M Andrejeva (AIN) · D Medveděv (AIN)        | 3          | 2          |            |  |    |                                             | S Errani (ITA) · A Vavassori (ITA) | 7           | 3           | [9]         |  |  |            |                                             |            |            |            |  |                           |                                             |                                    |                           |                           |                         |
|            | D Schuurs (NED) · W Koolhof (NED)           | 6          | 7          |            |  |    | D Schuurs (NED) · W Koolhof (NED)           | 64                                 | 6           | [11]        |             |  |  |            |                                             |            |            |            |  |                           |                                             |                                    |                           |                           |                         |
| 4          | M Sakkari (GRE) · S Tsitsipas (GRE)         | 4          | 63         |            |  |    |                                             |                                    |             |             |             |  |  |            | D Schuurs (NED) · W Koolhof (NED)           | 6          | 4          | [4]        |  |                           |                                             |                                    |                           |                           |                         |
| Alt        | L Stefani (BRA) · T Seyboth Wild (BRA)      | 6          | 3          | [8]        |  |    |                                             |                                    |             |             |             |  |  | Alt        | Sin-j Wang (CHN) · Č’-č Čang (CHN)          | 2          | 6          | [10]       |  |                           |                                             |                                    |                           |                           |                         |
| Alt        | Sin-j Wang (CHN) · Č’-č Čang (CHN)          | 3          | 6          | [10]       |  |    | Alt                                         | Sin-j Wang (CHN) · Č’-č Čang (CHN) | 68          | 710         | [10]        |  |  |            |                                             |            |            |            |  | Zápas o bronzovou medaili | Zápas o bronzovou medaili                   | Zápas o bronzovou medaili          | Zápas o bronzovou medaili | Zápas o bronzovou medaili |                         |
|            | S Sorribes Tormo (ESP) · M Granollers (ESP) | 3          | 4          |            |  | 2  | E Perez (AUS) · M Ebden (AUS)               | 710                                | 68          | [5]         |             |  |  |            |                                             |            |            |            |  |                           | G Dabrowski (CAN) · F Auger-Aliassime (CAN) | 6                                  | 7                         |                           |                         |
| 2          | E Perez (AUS) · M Ebden (AUS)               | 6          | 6          |            |  |    |                                             |                                    |             |             |             |  |  |            |                                             |            |            |            |  |                           |                                             | D Schuurs (NED) · W Koolhof (NED)  | 3                         | 62                        |                         |